# Dellviertel
Das Dellviertel ist ein rechtsrheinischer Stadtteil von Duisburg. Es liegt im Stadtbezirk Mitte und umfasst unter anderem die Südseite der Königstraße sowie die Westseite des Duisburger Hauptbahnhofs, aber auch verschiedene kulturelle Einrichtungen und Grünanlagen. Das Dellviertel hat 14.891 Einwohner (Stand: 31. Dezember 2023).

## Geografie und Verkehr

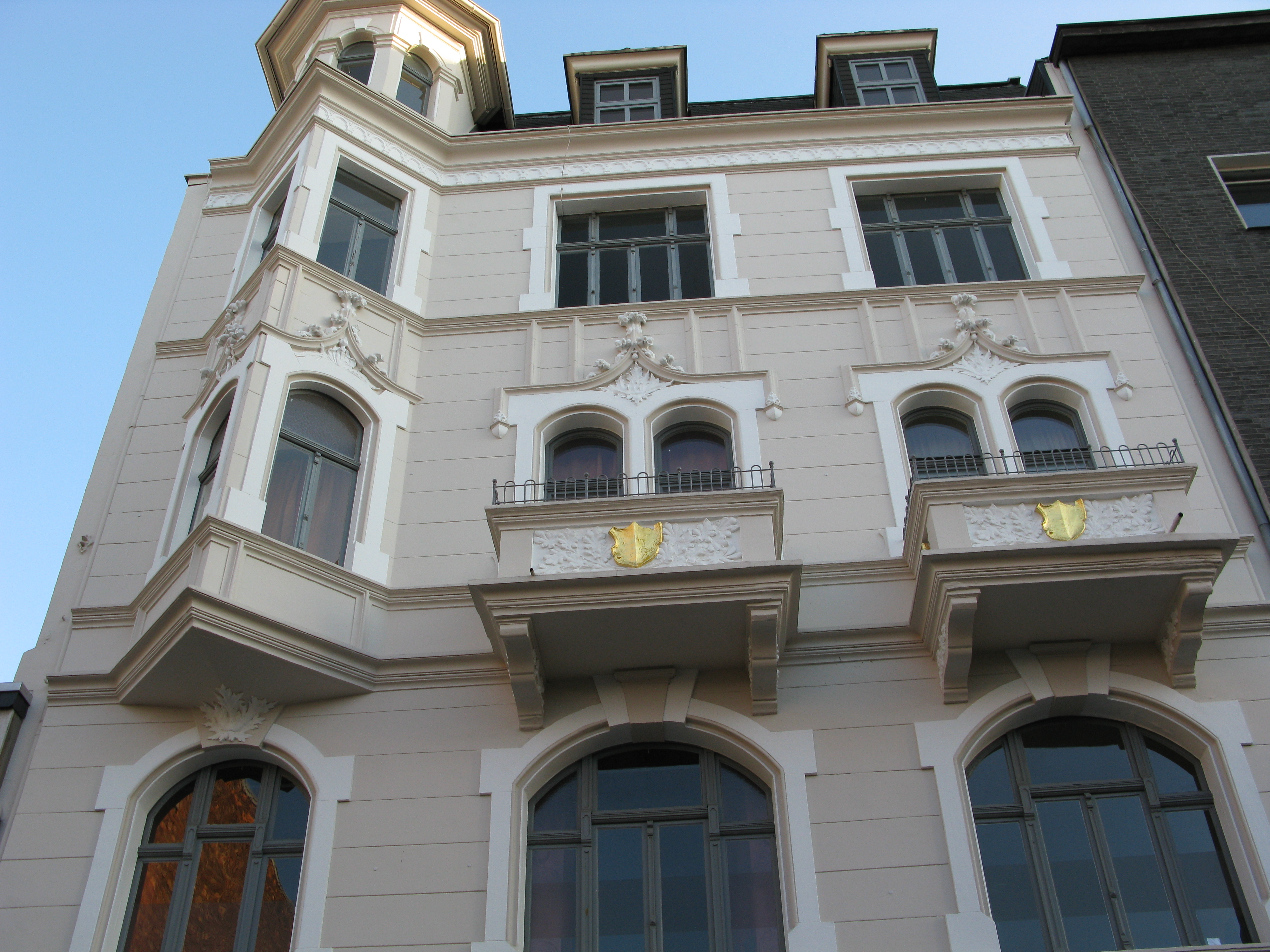
Denkmalgeschütztes Gebäude am Sonnenwall

Der Stadtteil umfasst eine Fläche von 2,62 Quadratkilometern und bildet einen Teil der Duisburger Innenstadt. Es ist umgeben von der nördlich gelegenen Altstadt und dem Stadtteil Hochfeld im Süden und Westen. Am Ostrand bilden Bahnanlagen die Abgrenzung zum benachbarten Neudorf. Die Distanz zum im Westen fließenden Rhein beträgt etwa zwei Kilometer.
Durch das Gebiet des Stadtteils führt die A59, welche durch das rund einen Kilometer nördlich gelegene Kreuz Duisburg mit der A40 verbunden ist. Mit dem Hauptbahnhof Duisburg liegt ein weiteres wichtiges Verkehrsbauwerk zum Teil auf dem Gebiet des Dellviertels. Zusätzlich besteht eine Anbindung an das Netz der Stadtbahn Duisburg, die in mehreren Linien durch den Stadtteil führt.

## Geschichte
Zum erweiterten historischen Kontext siehe auch Geschichte der Stadt Duisburg.
Im Mittelalter handelte es sich bei dem heutigen Dellviertel noch um unbesiedeltes Gelände südlich der damaligen Stadtgrenzen Duisburgs. Auch auf einer Karte aus dem Jahr 1566 ist es noch weitgehend unbebaut. Es lag außerhalb der historischen Stadtmauern. Die Entwicklung zu einem dicht bebauten Stadtteil setzte erst im späten 19. Jahrhundert ein und wurde von einem wesentlichen Ausbau des Straßennetzes begleitet. Dies ging mit der Entwicklung Duisburgs zu einer Großstadt einher. In diesem Zusammenhang wurde der Dellplatz, auf dem ringförmig mehrere Straßen zusammentreffen, zum zentralen Marktplatz. Zudem ließen sich verschiedene Industrie- und Handwerksbetriebe im Dellviertel nieder. Im Zweiten Weltkrieg kam es durch Bombenangriffe 1944 zu schweren Zerstörungen. Insbesondere ab den 1960er-Jahren entstanden im Dellviertel verschiedene kulturelle Einrichtungen, die sein Bild heute prägen.

## Namensherkunft
Der heutige Name ist abgeleitet von der einstigen Bezeichnung Papendelle, mit der im Mittelalter das damals noch unbesiedelte Gebiet bezeichnet wurde. Die Endung -delle weist dabei auf eine feuchte Niederung hin. Aus diesem Teil des Namens bildete sich die heutige Bezeichnung heraus.

## Kultur und Sehenswürdigkeiten
Die Königstraße als wichtigste Einkaufsstraße der Stadt liegt zwischen dem Dellviertel und der angrenzenden Altstadt. Geprägt wird der Stadtteil in seiner öffentlichen Wahrnehmung jedoch vor allem von seiner Vielfalt an Kulturangeboten, die vor allem rund um den zentralen Dellplatz angesiedelt sind. Darüber hinaus ist er vor allem als Wohngebiet von Bedeutung.

Bekannte Kultureinrichtungen sind unter anderem das Lehmbruck-Museum und das filmforum Duisburg, bei dem es sich um das älteste kommunale Kino Deutschlands handelt. Des Weiteren befinden sich dort das Kleinkunsttheater Die Säule, das Theater am Marientor, die Cubus Kunsthalle und das Museum DKM. Auch der bei Nacht erleuchtete Stadtwerketurm liegt auf dem Gebiet des Stadtteils. Das Viertel umfasst mehrere Grünanlagen, darunter den Immanuel-Kant-Park, und verfügt an vielen Stellen über einen alten Baumbestand. Besonders rund um den Dellplatz existieren zudem zahlreiche Gastronomiebetriebe.

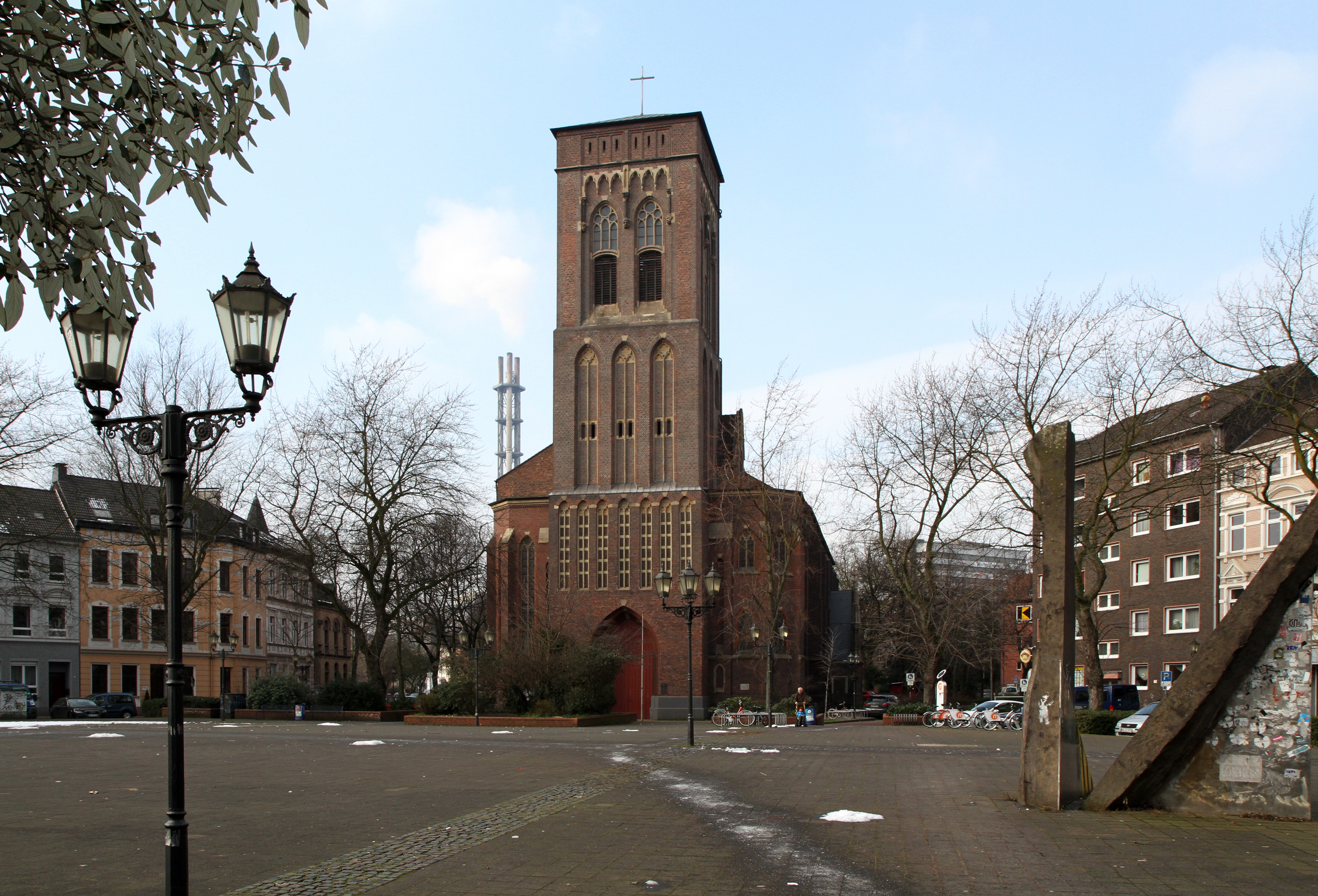
Katholische Kirche St. Ludwig
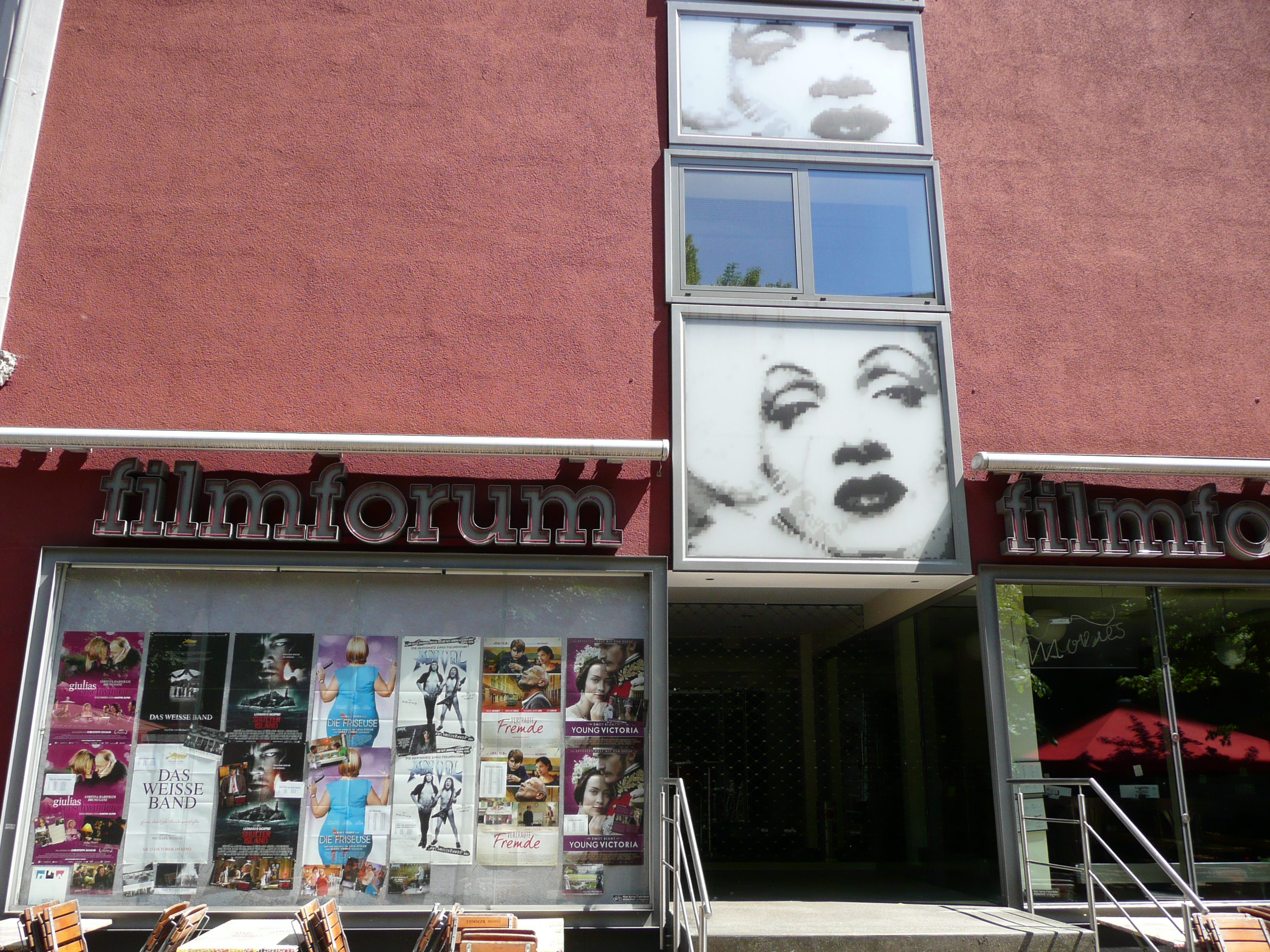
Filmforum
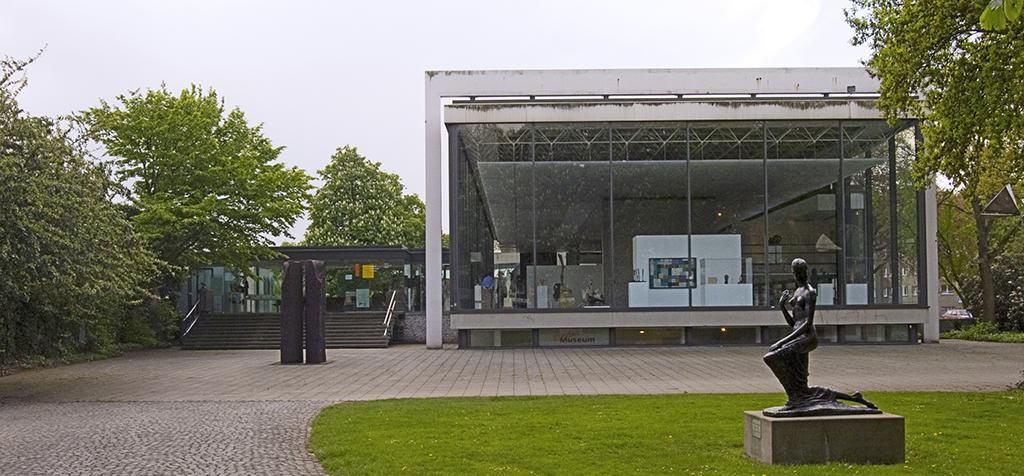
Lehmbruck-Museum
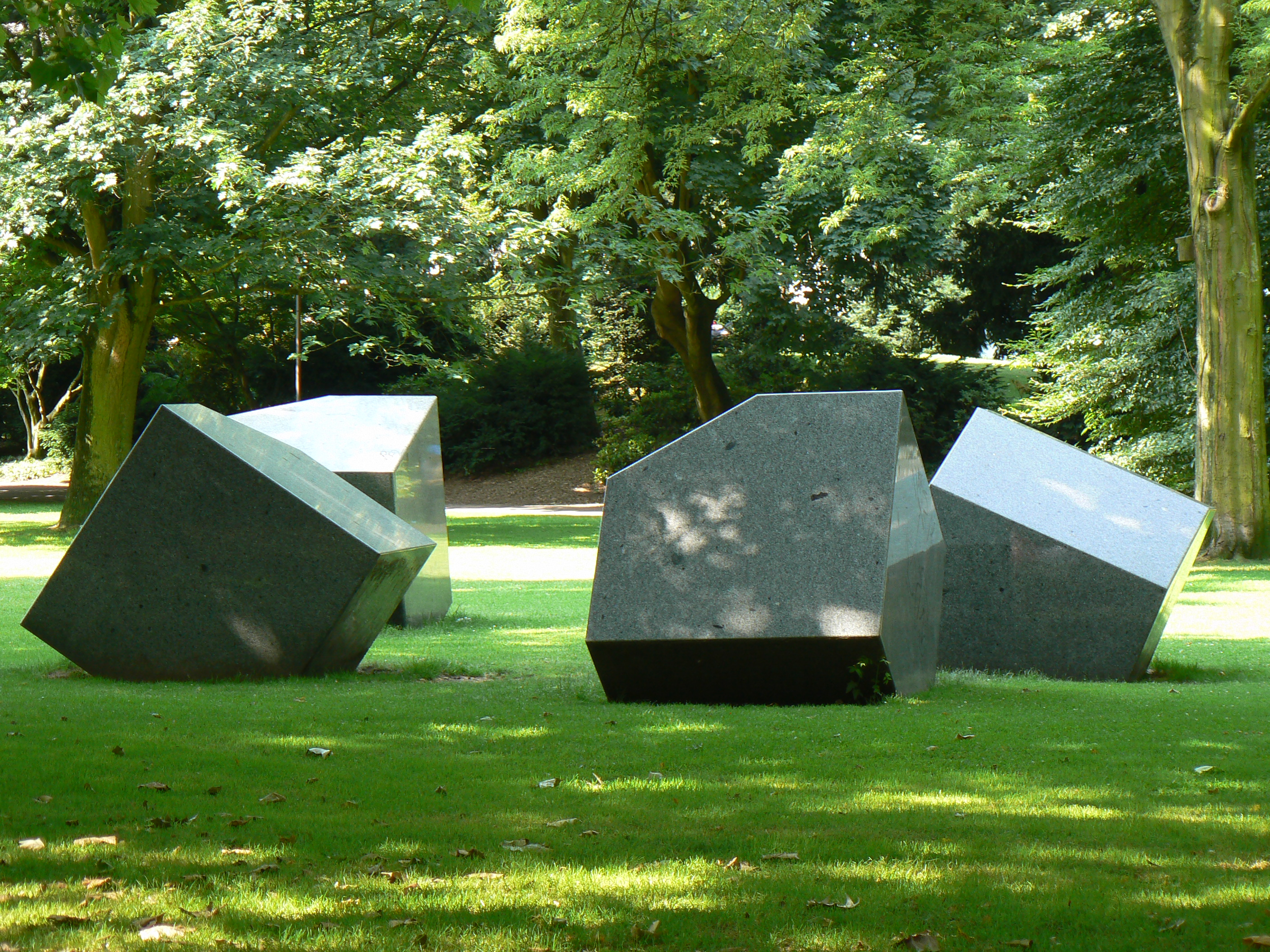
Skulpturen im Immanuel-Kant-Park